# Kabinet-Monis

## Kabinet-Monis (2 maart-27 juni1911)
- Ernest Monis - President van de Raad (premier),minister van Binnenlandse Zaken en minister van Kerkelijke Zaken
- Jean Cruppi - minister van Buitenlandse Zaken
- Maurice Berteaux - Minister van Oorlog
- Joseph Caillaux - Minister van Financiën
- Joseph Paul-Boncour - Minister van Arbeid en Sociale Zekerheid
- Antoine Perrier - Minister van Justitie en Grootzegelbewaarder
- Théophile Delcassé - Minister van Marine
- Théodore Steeg - Minister van Onderwijs
- Jules Pams - Minister van Landbouw
- Adolphe Messimy - Minister van Koloniën
- Charles Dumont - Minister van Openbare Werken, Posterijen en Telegrafie
- Alfred Massé - Minister van Handel en Industrie

Wijzigingen
- 21 mei 1911 - François Louis Auguste Goiran volgt Berteaux op als minister van Oorlog.